# Мировой тур ATP 2009
Мировой Тур ATP 2009 (англ. 2009 Association of Tennis Professionals (ATP) World Tour) — элитный мировой тур теннисистов профессионалов, проводимый Ассоциацией Теннисистов Профессионалов (ATP) с января по ноябрь. В 2009 году он включает:
- 4 турнира Большого шлема (проводится Международной федерацией тенниса (англ. International Tennis Federation, ITF));
- 9 турниров в серии Мировой Тур ATP Мастерс 1000 (до 2009 — Masters Series);
- 11 турниров в серии Мировой Тур ATP 500 (до 2009 — International Series Gold Tournaments);
- 40 турниров в серии Мировой Тур ATP 250 (до 2009 — International Series Tournaments);
- Командный Кубок Мира;
- Кубок Дэвиса (проводится ITF);
- Финал Мирового Тура ATP (до 2009 — Кубок Мастерс).

## Расписание Мирового Тура ATP 2009 года
Ниже представлено полное расписание соревнований по ходу года, включай всех победителей и финалистов турниров — в одиночном, парном и смешанных разрядах.
| Турнир Большого шлема        |
| Финал Мирового Тура          |
| Мировой Тур ATP Мастерс 1000 |
| Мировой Тур ATP 500          |
| Мировой Тур ATP 250          |
| Командные соревнования       |

### Январь
| Дата начала | Турнир | Чемпионы (Счёт финала)                     | Финалисты                          |
| ----------- | --- | ------------------------------------------ | ---------------------------------- |
| 5 января    | Международный теннисный турнир в Брисбене Брисбен, Австралия ATP 250 $484,750 — Хард — 32S/32Q/16D Турнир 2009                                                        | Радек Штепанек 3-6, 6-3, 6-4               | Фернандо Вердаско                  |
| 5 января    | Международный теннисный турнир в Брисбене Брисбен, Австралия ATP 250 $484,750 — Хард — 32S/32Q/16D Турнир 2009                                                        | Марк Жикель Жо-Вильфрид Тсонга 6-4, 6-3    | Фернандо Вердаско Миша Зверев      |
| 5 января    | Открытый чемпионат Катара Доха, Катар ATP 250 $1,110,250 — Хард — 32S/32Q/16D Турнир 2009                                                                             | Энди Маррей 6-4, 6-2                       | Энди Роддик                        |
| 5 января    | Открытый чемпионат Катара Доха, Катар ATP 250 $1,110,250 — Хард — 32S/32Q/16D Турнир 2009                                                                             | Марк Лопес Рафаэль Надаль 4-6, 6-4, [10-8] | Даниэль Нестор Ненад Зимонич       |
| 5 января    | Открытый чемпионат Ченнаи Ченнаи, Индия ATP 250 $450,000 — Хард — 32S/32Q/16D Турнир 2009                                                                             | Марин Чилич 6-4, 7-6(3)                    | Сомдев Девварман                   |
| 5 января    | Открытый чемпионат Ченнаи Ченнаи, Индия ATP 250 $450,000 — Хард — 32S/32Q/16D Турнир 2009                                                                             | Эрик Буторак Раджив Рам 6-3, 6-4           | Жан-Клод Шеррер Станислас Вавринка |
| 12 января   | Heineken Open Окленд, Новая Зеландия ATP 250 $480,750 — Хард — 28S/32Q/16D Турнир 2009                                                                                | Хуан Мартин дель Потро 6-4, 6-4            | Сэм Куэрри                         |
| 12 января   | Heineken Open Окленд, Новая Зеландия ATP 250 $480,750 — Хард — 28S/32Q/16D Турнир 2009                                                                                | Мартин Дамм Роберт Линдстедт 7-5, 6-4      | Скотт Липски Леандер Паес          |
| 12 января   | Medibank International Сидней, Австралия ATP 250 $484,750 — Хард — 28S/32Q/16D Турнир 2009                                                                            | Давид Налбандян 6-3, 6-7(9), 6-2           | Яркко Ниеминен                     |
| 12 января   | Medibank International Сидней, Австралия ATP 250 $484,750 — Хард — 28S/32Q/16D Турнир 2009                                                                            | Боб Брайан Майк Брайан 6-1, 7-6(3)         | Даниэль Нестор Ненад Зимонич       |
| 19 января   | Открытый чемпионат Австралии Мельбурн, Австралия Турнир Большого шлема AU$10,712,240 — Хард — 128S/128Q/64D/32X Одиночный турнир — Парный турнир Турнир смешанных пар | Рафаэль Надаль 7-5, 3-6, 7-6(3), 3-6, 6-2  | Роджер Федерер                     |
| 19 января   | Открытый чемпионат Австралии Мельбурн, Австралия Турнир Большого шлема AU$10,712,240 — Хард — 128S/128Q/64D/32X Одиночный турнир — Парный турнир Турнир смешанных пар | Боб Брайан Майк Брайан 2-6, 7-5, 6-0       | Махеш Бхупати Марк Ноулз           |
| 19 января   | Открытый чемпионат Австралии Мельбурн, Австралия Турнир Большого шлема AU$10,712,240 — Хард — 128S/128Q/64D/32X Одиночный турнир — Парный турнир Турнир смешанных пар | Махеш Бхупати Саня Мирза 6-3, 6-1          | Энди Рам Натали Деши               |

### Февраль
| Дата начала | Турнир | Чемпионы (Счёт финала)                              | Финалисты                                  |
| ----------- | --- | --------------------------------------------------- | ------------------------------------------ |
| 2 февраля   | Открытый чемпионат ЮАР Йоханнесбург, ЮАР ATP 250 $500,000 — Хард — 32S/16Q/16D Турнир 2009                       | Жо-Вильфрид Тсонга 6-4, 7-6(5)                      | Жереми Шарди                               |
| 2 февраля   | Открытый чемпионат ЮАР Йоханнесбург, ЮАР ATP 250 $500,000 — Хард — 32S/16Q/16D Турнир 2009                       | Джеймс Серретани Дик Норман 6-7(7), 6-2, [14-12]    | Рик де Вуст Эшли Фишер                     |
| 2 февраля   | Movistar Open Винья-дель-Мар, Чили ATP 250 $496,750 — Грунт — 28S/24Q/16D Турнир 2009                            | Фернандо Гонсалес 6-1, 6-3                          | Хосе Акасусо                               |
| 2 февраля   | Movistar Open Винья-дель-Мар, Чили ATP 250 $496,750 — Грунт — 28S/24Q/16D Турнир 2009                            | Пабло Куэвас Бриан Дабул 6-3, 6-3                   | Франтишек Чермак Михал Мертиняк            |
| 2 февраля   | PBZ Zagreb Indoors Загреб, Хорватия ATP 250 €450,000 — Хард (зал) — 32S/32Q/16D Турнир 2009                      | Марин Чилич 6-3, 6-4                                | Марио Анчич                                |
| 2 февраля   | PBZ Zagreb Indoors Загреб, Хорватия ATP 250 €450,000 — Хард (зал) — 32S/32Q/16D Турнир 2009                      | Мартин Дамм Роберт Линдстедт 6-4, 6-3               | Кристофер Кас Рогир Вассен                 |
| 9 февраля   | SAP Open Сан-Хосе, США ATP 250 $600,000 — Хард (зал) — 32S/32Q/16D Турнир 2009                                   | Радек Штепанек 3-6, 6-4, 6-2                        | Марди Фиш                                  |
| 9 февраля   | SAP Open Сан-Хосе, США ATP 250 $600,000 — Хард (зал) — 32S/32Q/16D Турнир 2009                                   | Томми Хаас Радек Штепанек 6-2, 6-3                  | Рохан Бопанна Яркко Ниеминен               |
| 9 февраля   | Открытый чемпионат Бразилии Коста-ду-Сауипе, Бразилия ATP 250 $562,500 — Грунт — 32S/26Q/16D Турнир 2009         | Томми Робредо 6-3, 3-6, 6-4                         | Томас Беллуччи                             |
| 9 февраля   | Открытый чемпионат Бразилии Коста-ду-Сауипе, Бразилия ATP 250 $562,500 — Грунт — 32S/26Q/16D Турнир 2009         | Марсель Гранольерс Томми Робредо 6-4, 7-5           | Лукас Арнольд Кер Хуан Монако              |
| 9 февраля   | ABN AMRO World Tennis Tournament Роттердам, Нидерланды ATP 500 €1,445,000 — Хард (зал) — 32S/16Q/16D Турнир 2009 | Энди Маррей 6-3, 4-6, 6-0                           | Рафаэль Надаль                             |
| 9 февраля   | ABN AMRO World Tennis Tournament Роттердам, Нидерланды ATP 500 €1,445,000 — Хард (зал) — 32S/16Q/16D Турнир 2009 | Даниэль Нестор Ненад Зимонич 6-2, 7-5               | Лукаш Длоуги Леандер Паес                  |
| 16 февраля  | Copa Telmex Буэнос-Айрес, Аргентина ATP 250 $600,000 — Грунт — 32S/32Q/16D Турнир 2009                           | Томми Робредо 7-5, 2-6, 7-6(5)                      | Хуан Монако                                |
| 16 февраля  | Copa Telmex Буэнос-Айрес, Аргентина ATP 250 $600,000 — Грунт — 32S/32Q/16D Турнир 2009                           | Марсель Гранольерс Альберто Мартин 6-3, 5-7, [10-8] | Николас Альмагро Сантьяго Вентура Бертомеу |
| 16 февраля  | Regions Morgan Keegan Championships Мемфис, США ATP 500 $1,226,500 — Хард (зал) — 32S/16Q/16D Турнир 2009        | Энди Роддик 7-5, 7-5                                | Радек Штепанек                             |
| 16 февраля  | Regions Morgan Keegan Championships Мемфис, США ATP 500 $1,226,500 — Хард (зал) — 32S/16Q/16D Турнир 2009        | Марди Фиш Марк Ноулз 7-6(7), 6-1                    | Трэвис Перротт Филип Полашек               |
| 16 февраля  | Open 13 Марсель, Франция ATP 250 €576,000 — Хард (зал) — 32S/32Q/16D Турнир 2009                                 | Жо-Вильфрид Тсонга 7-5, 7-6(3)                      | Микаэль Льодра                             |
| 16 февраля  | Open 13 Марсель, Франция ATP 250 €576,000 — Хард (зал) — 32S/32Q/16D Турнир 2009                                 | Арно Клеман Микаэль Льодра 3-6, 6-3, [10-8]         | Юлиан Ноули Энди Рам                       |
| 23 февраля  | Теннисный чемпионат Дубая Дубай, ОАЭ ATP 500 $2,233,000 — Хард — 32S/16Q/16D Турнир 2009                         | Новак Джокович 7-5, 6-3                             | Давид Феррер                               |
| 23 февраля  | Теннисный чемпионат Дубая Дубай, ОАЭ ATP 500 $2,233,000 — Хард — 32S/16Q/16D Турнир 2009                         | Рик де Вуст Дмитрий Турсунов 4-6, 6-3, [10-5]       | Мартин Дамм Роберт Линдстедт               |
| 23 февраля  | Открытый чемпионат Мексики Акапулько, Мексика ATP 500 $1,226,500 — Грунт — 32S/16Q/16D Турнир 2009               | Николас Альмагро 6-4, 6-4                           | Гаэль Монфис                               |
| 23 февраля  | Открытый чемпионат Мексики Акапулько, Мексика ATP 500 $1,226,500 — Грунт — 32S/16Q/16D Турнир 2009               | Франтишек Чермак Михал Мертинак 4-6, 6-4, [10-7]    | Лукаш Кубот Оливер Марах                   |
| 23 февраля  | Международный теннисный чемпионат в Делрей-Бич Делрей-Бич, США ATP 250 $500,000 — Хард — 32S/32Q/16D Турнир 2009 | Марди Фиш 7-5, 6-3                                  | Евгений Королёв                            |
| 23 февраля  | Международный теннисный чемпионат в Делрей-Бич Делрей-Бич, США ATP 250 $500,000 — Хард — 32S/32Q/16D Турнир 2009 | Боб Брайан Майк Брайан 6-4, 6-4                     | Марсело Мело Андре Са                      |

### Март
| Дата начала | Турнир | Чемпионы (Счёт финала)                                                                                  | Финалисты                                                                   |
| ----------- | --- | --- | --------------------------------------------------------------------------- |
| 2 марта     | Кубок Дэвиса. 2009. 1-й раунд Буэнос-Айрес, Аргентина — Грунт Острава, Чехия — Ковёр (зал) Бирмингем, США — Хард (зал) Пореч, Хорватия — Хард (зал) Мальмё, Швеция — Ковёр (зал) Сибиу, Румыния — Ковёр (зал) Гармиш-Партенкирхен, Германия — Хард (зал) Бенидорм, Испания — Грунт | Победители Аргентина 5-0 Чехия 3-2 США 4-1 Хорватия 5-0 Израиль 3-2 Россия 4-1 Германия 3-2 Испания 4-1 | Проигравшие Нидерланды Франция Швейцария Чили Швеция Румыния Австрия Сербия |
| 9 марта     | BNP Paribas Open Индиан-Уэллс, США ATP Masters 1000 $4,500,000 — Хард — 96S/48Q/32D Одиночный турнир — Парный турнир | Рафаэль Надаль 6-1, 6-2                                                                                 | Энди Маррей                                                                 |
| 9 марта     | BNP Paribas Open Индиан-Уэллс, США ATP Masters 1000 $4,500,000 — Хард — 96S/48Q/32D Одиночный турнир — Парный турнир | Марди Фиш Энди Роддик 3-6, 6-1, [14-12]                                                                 | Максим Мирный Энди Рам                                                      |
| 23 марта    | Sony Ericsson Open Майами, США ATP Masters 1000 $4,500,000 — Хард — 96S/48Q/32D Одиночный турнир — Парный турнир | Энди Маррей 6-2, 7-5                                                                                    | Новак Джокович                                                              |
| 23 марта    | Sony Ericsson Open Майами, США ATP Masters 1000 $4,500,000 — Хард — 96S/48Q/32D Одиночный турнир — Парный турнир | Максим Мирный Энди Рам 6-7(4), 6-2, [10-7]                                                              | Эшли Фишер Стивен Хасс                                                      |

### Апрель
| Дата начала | Турнир | Чемпионы (Счёт финала)                       | Финалисты                   |
| ----------- | --- | -------------------------------------------- | --------------------------- |
| 6 апреля    | Гран-при Хасана II Касабланка, Марокко ATP 250 €450,000 — Грунт — 32S/28Q/16D Турнир 2009                                                   | Хуан Карлос Ферреро 6-4, 7-5                 | Флоран Серра                |
| 6 апреля    | Гран-при Хасана II Касабланка, Марокко ATP 250 €450,000 — Грунт — 32S/28Q/16D Турнир 2009                                                   | Лукаш Кубот Оливер Марах 7-6(4), 3-6, [10-6] | Симон Аспелин Пол Хенли     |
| 6 апреля    | Грунтовый чемпионат США Хьюстон, США ATP 250 $500,000 — Грунт — 32S/28Q/16D Турнир 2009                                                     | Ллейтон Хьюитт 6-2, 7-5                      | Уэйн Одесник                |
| 6 апреля    | Грунтовый чемпионат США Хьюстон, США ATP 250 $500,000 — Грунт — 32S/28Q/16D Турнир 2009                                                     | Боб Брайан Майк Брайан 6-1, 6-2              | Джесси Левайн Райан Свитинг |
| 13 апреля   | Monte-Carlo Rolex Masters Рокебрюн — Кап-Мартен, Франция ATP Masters 1000 €2,750,000 — Грунт — 56S/28Q/24D Одиночный турнир — Парный турнир | Рафаэль Надаль 6-3, 2-6, 6-1                 | Новак Джокович              |
| 13 апреля   | Monte-Carlo Rolex Masters Рокебрюн — Кап-Мартен, Франция ATP Masters 1000 €2,750,000 — Грунт — 56S/28Q/24D Одиночный турнир — Парный турнир | Даниэль Нестор Ненад Зимонич 6-4, 6-1        | Боб Брайан Майк Брайан      |
| 20 апреля   | Barcelona Open Banco Sabadell Барселона, Испания ATP 500 €1,995,000 — Грунт — 56S/28Q/24D Турнир 2009                                       | Рафаэль Надаль 6-2, 7-5                      | Давид Феррер                |
| 20 апреля   | Barcelona Open Banco Sabadell Барселона, Испания ATP 500 €1,995,000 — Грунт — 56S/28Q/24D Турнир 2009                                       | Даниэль Нестор Ненад Зимонич 6-3, 7-6(9)     | Махеш Бхупати Марк Ноулз    |
| 27 апреля   | Открытый чемпионат Италии Рим, Италия ATP Masters 1000 €2,750,000 — Грунт — 56S/28Q/24D Одиночный турнир — Парный турнир                    | Рафаэль Надаль 7-6(2), 6-2                   | Новак Джокович              |
| 27 апреля   | Открытый чемпионат Италии Рим, Италия ATP Masters 1000 €2,750,000 — Грунт — 56S/28Q/24D Одиночный турнир — Парный турнир                    | Даниэль Нестор Ненад Зимонич 7-6(5), 6-3     | Боб Брайан Майк Брайан      |

### Май
| Дата начала | Турнир | Чемпионы (Счёт финала)                      | Финалисты                       |
| ----------- | --- | ------------------------------------------- | ------------------------------- |
| 3 мая       | Открытый чемпионат Эшторила Оэйраш, Португалия ATP 250 €450,000 — Грунт — 32S/32Q/16D Турнир 2009                                                           | Альберт Монтаньес 5-7, 7-6(6), 6-0          | Джеймс Блейк                    |
| 3 мая       | Открытый чемпионат Эшторила Оэйраш, Португалия ATP 250 €450,000 — Грунт — 32S/32Q/16D Турнир 2009                                                           | Эрик Буторак Скотт Липски 6-3, 6-2          | Мартин Дамм Роберт Линдстедт    |
| 3 мая       | Открытый чемпионат Сербии Белград, Сербия ATP 250 €450,000 — Грунт — 28S/29Q/16D Турнир 2009                                                                | Новак Джокович 6-3, 7-6(0)                  | Лукаш Кубот                     |
| 3 мая       | Открытый чемпионат Сербии Белград, Сербия ATP 250 €450,000 — Грунт — 28S/29Q/16D Турнир 2009                                                                | Лукаш Кубот Оливер Марах 6-2, 7-6(3)        | Юхан Брунстрём Жан-Жюльен Ройер |
| 3 мая       | BMW Open Мюнхен, Германия ATP 250 €450,000 — Грунт — 32S/32Q/16D Турнир 2009                                                                                | Томаш Бердых 6-4, 4-6, 7-6(5)               | Михаил Южный                    |
| 3 мая       | BMW Open Мюнхен, Германия ATP 250 €450,000 — Грунт — 32S/32Q/16D Турнир 2009                                                                                | Ян Герных Иво Минарж 6-4, 6-4               | Эшли Фишер Джордан Керр         |
| 10 мая      | Mutua Madrileña Madrid Open Мадрид, Испания ATP Masters 1000 €3,700,000 — Грунт — 56S/28Q/24D Одиночный турнир — Парный турнир                              | Роджер Федерер 6-4, 6-4                     | Рафаэль Надаль                  |
| 10 мая      | Mutua Madrileña Madrid Open Мадрид, Испания ATP Masters 1000 €3,700,000 — Грунт — 56S/28Q/24D Одиночный турнир — Парный турнир                              | Даниэль Нестор Ненад Зимонич 6-4, 6-4       | Симон Аспелин Уэсли Муди        |
| 17 мая      | Открытый чемпионат Австрии Кицбюэль, Австрия ATP 250 €450,000 — Грунт — 32S/31Q/16D Турнир 2009                                                             | Гильермо Гарсия Лопес 3-6, 7-6(1), 6-3      | Жюльен Беннето                  |
| 17 мая      | Открытый чемпионат Австрии Кицбюэль, Австрия ATP 250 €450,000 — Грунт — 32S/31Q/16D Турнир 2009                                                             | Марсело Мело Андре Са 6-7(9), 6-2, [10-7]   | Андрей Павел Хория Текэу        |
| 17 мая      | ARAG World Team Cup Дюссельдорф, Германия Командный турнир €1,351,000 — Грунт — 8 команд (Группа) Турнир 2009                                               | Сербия · 2-1                                | Германия                        |
| 24 мая      | Открытый чемпионат Франции Париж, France Турнир Большого шлема €7,322,320 — Грунт — 128S/128Q/64D/32X Одиночный турнир — Парный турнир Турнир смешанных пар | Роджер Федерер 6-1, 7-6(1), 6-4             | Робин Сёдерлинг                 |
| 24 мая      | Открытый чемпионат Франции Париж, France Турнир Большого шлема €7,322,320 — Грунт — 128S/128Q/64D/32X Одиночный турнир — Парный турнир Турнир смешанных пар | Лукаш Длоуги Леандер Паес 3-6, 6-3, 6-2     | Уэсли Муди Дик Норман           |
| 24 мая      | Открытый чемпионат Франции Париж, France Турнир Большого шлема €7,322,320 — Грунт — 128S/128Q/64D/32X Одиночный турнир — Парный турнир Турнир смешанных пар | Боб Брайан Лизель Хубер 5-7, 7-6(5), [10-7] | Марсело Мело Ваня Кинг          |

### Июнь
| Дата начала | Турнир | Чемпионы (Счёт финала)                                   | Финалисты                       |
| ----------- | --- | -------------------------------------------------------- | ------------------------------- |
| 8 июня      | AEGON Championships Лондон, Великобритания ATP 250 €750,000 — Трава — 56S/32Q/24D Турнир 2009                                                                     | Энди Маррей 7-5, 6-4                                     | Джеймс Блейк                    |
| 8 июня      | AEGON Championships Лондон, Великобритания ATP 250 €750,000 — Трава — 56S/32Q/24D Турнир 2009                                                                     | Уэсли Муди Михаил Южный 6-4, 4-6, [10-6]                 | Марсело Мело Андре Са           |
| 8 июня      | Gerry Weber Open Халле, Германия ATP 250 €750,000 — Трава — 32S/32Q/16D Турнир 2009                                                                               | Томми Хаас 6-3, 6-7(4), 6-1                              | Новак Джокович                  |
| 8 июня      | Gerry Weber Open Халле, Германия ATP 250 €750,000 — Трава — 32S/32Q/16D Турнир 2009                                                                               | Кристофер Кас Филипп Кольшрайбер 6-3, 6-4                | Андреас Бек Марко Кьюдинелли    |
| 14 июня     | Чемпионат Росмалена Хертогенбос, Нидерланды ATP 250 €450,000 — Трава — 32S/29Q/16D Турнир 2009                                                                    | Беньямин Беккер 7-5, 6-3                                 | Рамон Слёйтер                   |
| 14 июня     | Чемпионат Росмалена Хертогенбос, Нидерланды ATP 250 €450,000 — Трава — 32S/29Q/16D Турнир 2009                                                                    | Уэсли Муди Дик Норман 7-6(3), 6-7(8), [10-5]             | Юхан Брунстрём Жан-Жюльен Ройер |
| 14 июня     | AEGON International Истборн, Великобритания ATP 250 €450,000 — Трава — 32S/23Q/16D Турнир 2009                                                                    | Дмитрий Турсунов 6-3, 7-6(3)                             | Фрэнк Данцевич                  |
| 14 июня     | AEGON International Истборн, Великобритания ATP 250 €450,000 — Трава — 32S/23Q/16D Турнир 2009                                                                    | Мариуш Фирстенберг Марцин Матковский 6-4, 6-4            | Трэвис Перротт Филип Полашек    |
| 22 июня     | Уимблдонский турнир Лондон, Великобритания Турнир Большого шлема £5,616,600 — Трава — 128S/128Q/64D/16Q/48X Одиночный турнир — Парный турнир Турнир смешанных пар | Роджер Федерер 5-7, 7-6(6), 7-6(5), 3-6, 16-14           | Энди Роддик                     |
| 22 июня     | Уимблдонский турнир Лондон, Великобритания Турнир Большого шлема £5,616,600 — Трава — 128S/128Q/64D/16Q/48X Одиночный турнир — Парный турнир Турнир смешанных пар | Даниэль Нестор Ненад Зимонич 7-6(7), 6-7(3), 7-6(3), 6-3 | Боб Брайан Майк Брайан          |
| 22 июня     | Уимблдонский турнир Лондон, Великобритания Турнир Большого шлема £5,616,600 — Трава — 128S/128Q/64D/16Q/48X Одиночный турнир — Парный турнир Турнир смешанных пар | Марк Ноулз Анна-Лена Грёнефельд 7-5, 6-3                 | Леандер Паес Кара Блэк          |

### Июль
| Дата начала | Турнир | Чемпионы (Счёт финала)                                    | Финалисты                                 |
| ----------- | --- | --------------------------------------------------------- | ----------------------------------------- |
| 6 июля      | Hall of Fame Tennis Championships Ньюпорт, США ATP 250 $500,000 — Трава — 32S/26Q/16D Турнир 2009                                                 | Раджив Рам 6-7(3), 7-5, 6-3                               | Сэм Куэрри                                |
| 6 июля      | Hall of Fame Tennis Championships Ньюпорт, США ATP 250 $500,000 — Трава — 32S/26Q/16D Турнир 2009                                                 | Джордан Керр Раджив Рам 6-7(6), 7-6(7), [10-6]            | Михаэль Кольманн Рогир Вассен             |
| 6 июля      | Кубок Дэвиса.2009. 1/4 финала Острава, Чехия — Хард (зал) Пореч, Хорватия — Грунт (зал) Тель-Авив, Израиль — Хард (зал) Марбелья, Испания — Грунт | Победители Чехия 3-2 Хорватия 3-2 Израиль 4-1 Испания 3-2 | Проигравшие Аргентина США Россия Германия |
| 13 июля     | Открытый чемпионат Швеции Бостад, Швеция ATP 250 €450,000 — Грунт — 28S/29Q/16D Турнир 2009                                                       | Робин Сёдерлинг 6-3, 7-6(4)                               | Хуан Монако                               |
| 13 июля     | Открытый чемпионат Швеции Бостад, Швеция ATP 250 €450,000 — Грунт — 28S/29Q/16D Турнир 2009                                                       | Ярослав Левинский Филип Полашек 1-6, 6-3, [10-7]          | Роберт Линдстедт Робин Сёдерлинг          |
| 13 июля     | Mercedes Cup Штутгарт, Германия ATP 250 €450,000 — Грунт — 32S/18Q/16D Турнир 2009                                                                | Жереми Шарди 1-6, 6-3, 6-4                                | Виктор Ханеску                            |
| 13 июля     | Mercedes Cup Штутгарт, Германия ATP 250 €450,000 — Грунт — 32S/18Q/16D Турнир 2009                                                                | Франтишек Чермак Михал Мертиняк 7-5, 6-4                  | Виктор Ханеску Хория Текэу                |
| 20 июля     | Теннисный чемпионат Индианаполиса Индианаполис, США ATP 250 $600,000 — Хард — 32S/26Q/16D Турнир 2009                                             | Робби Джинепри 6-2, 6-4                                   | Сэм Куэрри                                |
| 20 июля     | Теннисный чемпионат Индианаполиса Индианаполис, США ATP 250 $600,000 — Хард — 32S/26Q/16D Турнир 2009                                             | Эрнест Гулбис Дмитрий Турсунов 6-4, 3-6, [11-9]           | Эшли Фишер Джордан Керр                   |
| 20 июля     | Открытый чемпионат Германии Гамбург, Германия ATP 500 €1,115,000 — Грунт — 48S/22Q/16D Турнир 2009                                                | Николай Давыденко 6-4, 6-2                                | Поль-Анри Матьё                           |
| 20 июля     | Открытый чемпионат Германии Гамбург, Германия ATP 500 €1,115,000 — Грунт — 48S/22Q/16D Турнир 2009                                                | Симон Аспелин Пол Хенли 6-3, 6-3                          | Марсело Мело Филип Полашек                |
| 27 июля     | Suisse Open Gstaad Гштад, Швейцария ATP 250 €450,000 — Грунт — 32S/24Q/16D Турнир 2009                                                            | Томас Беллуччи 6-4, 7-6(2)                                | Андреас Бек                               |
| 27 июля     | Suisse Open Gstaad Гштад, Швейцария ATP 250 €450,000 — Грунт — 32S/24Q/16D Турнир 2009                                                            | Марко Кьюдинелли Микаэль Ламмер 7-5, 6-3                  | Ярослав Левинский Филип Полашек           |
| 27 июля     | Открытый чемпионат Хорватии Умаг, Хорватия ATP 250 €450,000 — Грунт — 32S/26Q/16D Турнир 2009                                                     | Николай Давыденко 6-3, 6-0                                | Хуан Карлос Ферреро                       |
| 27 июля     | Открытый чемпионат Хорватии Умаг, Хорватия ATP 250 €450,000 — Грунт — 32S/26Q/16D Турнир 2009                                                     | Франтишек Чермак Михал Мертиняк 6-4, 6-4                  | Юхан Брунстрём Жан-Жюльен Ройер           |
| 27 июля     | Мужской теннисный чемпионат Лос-Анджелеса Лос-Анджелес, США ATP 250 $700,000 — Хард — 28S/32Q/16D Турнир 2009                                     | Сэм Куэрри 6-4, 3-6, 6-1                                  | Карстен Болл                              |
| 27 июля     | Мужской теннисный чемпионат Лос-Анджелеса Лос-Анджелес, США ATP 250 $700,000 — Хард — 28S/32Q/16D Турнир 2009                                     | Боб Брайан Майк Брайан 6-4, 7-6(2)                        | Беньямин Беккер Франк Мозер               |

### Август
| Дата начала | Турнир | Чемпионы (Счёт финала)                               | Финалисты                            |
| ----------- | --- | ---------------------------------------------------- | ------------------------------------ |
| 3 августа   | Legg Mason Tennis Classic Вашингтон, США ATP 500 $1,402,000 — Хард — 48S/24Q/16D Турнир 2009                                                            | Хуан Мартин дель Потро 3-6, 7-5, 7-6(6)              | Энди Роддик                          |
| 3 августа   | Legg Mason Tennis Classic Вашингтон, США ATP 500 $1,402,000 — Хард — 48S/24Q/16D Турнир 2009                                                            | Мартин Дамм Роберт Линдстедт 7-5, 7-6(3)             | Мариуш Фирстенберг Марцин Матковский |
| 10 августа  | Rogers Masters Монреаль, Канада ATP Masters 1000 $3,000,000 — Хард — 56S/28Q/24D Одиночный турнир — Парный турнир                                       | Энди Маррей 6-7(4), 7-6(3), 6-1                      | Хуан Мартин дель Потро               |
| 10 августа  | Rogers Masters Монреаль, Канада ATP Masters 1000 $3,000,000 — Хард — 56S/28Q/24D Одиночный турнир — Парный турнир                                       | Махеш Бхупати Марк Ноулз 6-4, 6-3                    | Максим Мирный Энди Рам               |
| 17 августа  | W&S Financial Group Masters Цинциннати, США ATP Masters 1000 $3,000,000 — Хард — 56S/28Q/24D Одиночный турнир — Парный турнир                           | Роджер Федерер 6-1, 7-5                              | Новак Джокович                       |
| 17 августа  | W&S Financial Group Masters Цинциннати, США ATP Masters 1000 $3,000,000 — Хард — 56S/28Q/24D Одиночный турнир — Парный турнир                           | Даниэль Нестор Ненад Зимонич 3-6, 7-6(2), [15-13]    | Боб Брайан Майк Брайан               |
| 24 августа  | Pilot Pen Tennis Нью-Хэйвен, США ATP 250 $750,000 — Хард — 48S/32Q/16D Турнир 2009                                                                      | Фернандо Вердаско 6-4, 7-6(6)                        | Сэм Куэрри                           |
| 24 августа  | Pilot Pen Tennis Нью-Хэйвен, США ATP 250 $750,000 — Хард — 48S/32Q/16D Турнир 2009                                                                      | Юлиан Ноул Юрген Мельцер 6-4, 7-6(3)                 | Бруно Соарес Кевин Ульетт            |
| 31 августа  | Открытый чемпионат США Нью-Йорк, США Турнир Большого шлема $10,006,000 — Хард — 128S/128Q/64D/32X Одиночный турнир — Парный турнир Турнир смешанных пар | Хуан Мартин дель Потро 3-6, 7-6(5), 4-6, 7-6(4), 6-2 | Роджер Федерер                       |
| 31 августа  | Открытый чемпионат США Нью-Йорк, США Турнир Большого шлема $10,006,000 — Хард — 128S/128Q/64D/32X Одиночный турнир — Парный турнир Турнир смешанных пар | Лукаш Длоуги Леандер Паес 3-6, 6-3 6-2               | Махеш Бхупати Марк Ноулз             |
| 31 августа  | Открытый чемпионат США Нью-Йорк, США Турнир Большого шлема $10,006,000 — Хард — 128S/128Q/64D/32X Одиночный турнир — Парный турнир Турнир смешанных пар | Трэвис Перротт Карли Галликсон 6-2, 6-4              | Леандер Паес Кара Блэк               |

### Сентябрь
| Дата начала | Турнир | Чемпионы (Счёт финала)                        | Финалисты                         |
| ----------- | --- | --------------------------------------------- | --------------------------------- |
| 14 сентября | Кубок Дэвиса 2009. 1/2 финала Пореч, Хорватия — Грунт (зал) Мурсия, Испания — Грунт (зал)                  | Победители Чехия 4-1 Испания 4-1              | Проигравшие Хорватия Израиль      |
| 21 сентября | Открытый чемпионат Румынии Бухарест, Румыния ATP 250 €450,000 — Грунт — 32S/32Q/16D Турнир 2009            | Альберт Монтаньес 7-6(2), 7-6(6)              | Хуан Монако                       |
| 21 сентября | Открытый чемпионат Румынии Бухарест, Румыния ATP 250 €450,000 — Грунт — 32S/32Q/16D Турнир 2009            | Франтишек Чермак Михал Мертиняк 6-2, 6-4      | Юхан Брунстрём Жан-Жюльен Ройер   |
| 21 сентября | Open de Moselle Мец, Франция ATP 250 €450,000 — Хард (зал) — 28S/21Q/16D Турнир 2009                       | Гаэль Монфис 7-6(1), 3-6, 6-2                 | Филипп Кольшрайбер                |
| 21 сентября | Open de Moselle Мец, Франция ATP 250 €450,000 — Хард (зал) — 28S/21Q/16D Турнир 2009                       | Колин Флеминг Кен Скупски 2-6, 6-4, [10-5]    | Арно Клеман Микаэль Льодра        |
| 28 сентября | Открытый чемпионат Таиланда Бангкок, Таиланд ATP 250 $608,500 — Хард (зал) — 28S/32Q/16D Турнир 2009       | Жиль Симон 7-5, 6-3                           | Виктор Троицки                    |
| 28 сентября | Открытый чемпионат Таиланда Бангкок, Таиланд ATP 250 $608,500 — Хард (зал) — 28S/32Q/16D Турнир 2009       | Эрик Буторак Раджив Рам 7-6(4), 6-3           | Гильермо Гарсия Лопес Миша Зверев |
| 28 сентября | Открытый чемпионат Малайзии Куала-Лумпур, Малайзия ATP 250 $850,000 — Хард (зал) — 28S/32S/16D Турнир 2009 | Николай Давыденко 6-4, 7-5                    | Фернандо Вердаско                 |
| 28 сентября | Открытый чемпионат Малайзии Куала-Лумпур, Малайзия ATP 250 $850,000 — Хард (зал) — 28S/32S/16D Турнир 2009 | Мариуш Фирстенберг Марцин Матковский 6-2, 6-1 | Игорь Куницын Ярослав Левинский   |

### Октябрь
| Дата начала | Турнир | Чемпионы (Счёт финала)                           | Финалисты                            |
| ----------- | --- | ------------------------------------------------ | ------------------------------------ |
| 5 октября   | Открытый чемпионат Китая Пекин, Китай ATP 500 $2,100,600 — Хард — 32S/16Q/16D Турнир 2009                                 | Новак Джокович 6-2, 7-6(4)                       | Марин Чилич                          |
| 5 октября   | Открытый чемпионат Китая Пекин, Китай ATP 500 $2,100,600 — Хард — 32S/16Q/16D Турнир 2009                                 | Боб Брайан Майк Брайан 6-4, 6-2                  | Марк Ноулз Энди Роддик               |
| 5 октября   | Открытый чемпионат Японии Токио, Япония ATP 500 $1,226,600 — Хард — 32S/16Q/16D Турнир 2009                               | Жо-Вильфрид Тсонга 6-3, 6-3                      | Михаил Южный                         |
| 5 октября   | Открытый чемпионат Японии Токио, Япония ATP 500 $1,226,600 — Хард — 32S/16Q/16D Турнир 2009                               | Юлиан Ноул Юрген Мельцер 6-2, 5-7, [10-8]        | Росс Хатчинс Джордан Керр            |
| 12 октября  | Shanghai ATP Masters 1000 Шанхай, Китай ATP Masters 1000 $5,250,000 — Хард — 56S/28Q/24D Одиночный турнир — Парный турнир | Николай Давыденко 7-6(3), 6-3                    | Рафаэль Надаль                       |
| 12 октября  | Shanghai ATP Masters 1000 Шанхай, Китай ATP Masters 1000 $5,250,000 — Хард — 56S/28Q/24D Одиночный турнир — Парный турнир | Жюльен Беннето Жо-Вильфрид Тсонга 6-2, 6-4       | Мариуш Фирстенберг Марцин Матковский |
| 19 октября  | Открытый чемпионат Стокгольма Стокгольм, Швеция ATP 250 €600,000 — Хард (зал) — 32S/32Q/16D Турнир 2009                   | Маркос Багдатис 6-1, 7-5                         | Оливье Рохус                         |
| 19 октября  | Открытый чемпионат Стокгольма Стокгольм, Швеция ATP 250 €600,000 — Хард (зал) — 32S/32Q/16D Турнир 2009                   | Бруно Соарес Кевин Ульетт 6-4, 7-6(4)            | Симон Аспелин Пол Хенли              |
| 19 октября  | Кубок Кремля Москва, Россия ATP 250 $1,080,500 — Хард (зал) — 32S/32Q/16D Турнир 2009                                     | Михаил Южный 6-7(5), 6-0, 6-4                    | Янко Типсаревич                      |
| 19 октября  | Кубок Кремля Москва, Россия ATP 250 $1,080,500 — Хард (зал) — 32S/32Q/16D Турнир 2009                                     | Пабло Куэвас Марсель Гранольерс 4-6, 7-5, [10-8] | Франтишек Чермак Михал Мертиняк      |
| 26 октября  | Открытый чемпионат Санкт-Петербурга Санкт-Петербург, Россия ATP 250 $750,000 — Хард (зал) — 32S/32Q/16D Турнир 2009       | Сергей Стаховский 2-6, 7-6(8), 7-6(7)            | Орасио Себальос                      |
| 26 октября  | Открытый чемпионат Санкт-Петербурга Санкт-Петербург, Россия ATP 250 $750,000 — Хард (зал) — 32S/32Q/16D Турнир 2009       | Колин Флеминг Кен Скупски 2-6, 7-5, [10-4]       | Жереми Шарди Ришар Гаске             |
| 26 октября  | Гран-при Лиона Лион, Франция ATP 250 €766,750 — Хард (зал) — 32S/32Q/16D Турнир 2009                                      | Иван Любичич 7-5, 6-3                            | Микаэль Льодра                       |
| 26 октября  | Гран-при Лиона Лион, Франция ATP 250 €766,750 — Хард (зал) — 32S/32Q/16D Турнир 2009                                      | Жюльен Беннето Николя Маю 6-4, 7-6(8)            | Арно Клеман Себастьян Грожан         |
| 26 октября  | Открытый чемпионат Вены Вена, Австрия ATP 250 €650,000 — Хард (зал) — 32S/32Q/16D Турнир 2009                             | Юрген Мельцер 6-4, 6-3                           | Марин Чилич                          |
| 26 октября  | Открытый чемпионат Вены Вена, Австрия ATP 250 €650,000 — Хард (зал) — 32S/32Q/16D Турнир 2009                             | Лукаш Кубот Оливер Марах 2-6, 6-4, [11-9]        | Юлиан Ноул Юрген Мельцер             |

### Ноябрь
| Дата начала | Турнир | Чемпионы (Счёт финала)                   | Финалисты                        |
| ----------- | --- | ---------------------------------------- | -------------------------------- |
| 2 ноября    | Открытый чемпионат Валенсии Валенсия, Испания ATP 500 €2,019,000 — Хард (зал) — 32S/32Q/16D Турнир 2009                                      | Энди Маррей 6-3, 6-2                     | Михаил Южный                     |
| 2 ноября    | Открытый чемпионат Валенсии Валенсия, Испания ATP 500 €2,019,000 — Хард (зал) — 32S/32Q/16D Турнир 2009                                      | Франтишек Чермак Михал Мертиняк 6-4, 6-3 | Марсель Гранольерс Томми Робредо |
| 2 ноября    | Swiss Indoors Basel Базель, Швейцария ATP 500 €1,755,000 — Хард (зал) — 32S/32Q/16D Турнир 2009                                              | Новак Джокович 6-4, 4-6, 6-2             | Роджер Федерер                   |
| 2 ноября    | Swiss Indoors Basel Базель, Швейцария ATP 500 €1,755,000 — Хард (зал) — 32S/32Q/16D Турнир 2009                                              | Даниэль Нестор Ненад Зимонич 6-2, 6-3    | Боб Брайан Майк Брайан           |
| 9 ноября    | BNP Paribas Masters Париж, Франция ATP Masters 1000 $5,250,000 — Хард (зал) — 48S/24Q/24D Одиночный турнир — Парный турнир                   | Новак Джокович 6-2, 5-7, 7-6(3)          | Гаэль Монфис                     |
| 9 ноября    | BNP Paribas Masters Париж, Франция ATP Masters 1000 $5,250,000 — Хард (зал) — 48S/24Q/24D Одиночный турнир — Парный турнир                   | Даниэль Нестор Ненад Зимонич 6-3, 6-4    | Марсель Гранольерс Томми Робредо |
| 23 ноября   | Финал Мирового Тура ATP Лондон, Великобритания Финал мирового тура $5,000,000 — Хард (зал) — 8S/8D (Группа) Одиночный турнир — Парный турнир | Николай Давыденко 6-3, 6-4               | Хуан Мартин дель Потро           |
| 23 ноября   | Финал Мирового Тура ATP Лондон, Великобритания Финал мирового тура $5,000,000 — Хард (зал) — 8S/8D (Группа) Одиночный турнир — Парный турнир | Боб Брайан Майк Брайан 7-6(5), 6-3       | Максим Мирный Энди Рам           |
| 30 ноября   | Кубок Дэвиса 2009. Финал Барселона, Испания — Грунт                                                                                          | Испания 5-0                              | Чехия                            |

## Рейтинг ATP

### Одиночный рейтинг
| по данным на 28 декабря 2009 | по данным на 28 декабря 2009 | по данным на 28 декабря 2009 | по данным на 28 декабря 2009 | по данным на 28 декабря 2009 | по данным на 28 декабря 2009 | по данным на 28 декабря 2009 | по данным на 28 декабря 2009 |
| #                            | Теннисист                    | Очки                         | КТ                           | Рейтинг-08                   | Лучший рейтинг               | Худший рейтинг               | Разница                      |
| ---------------------------- | ---------------------------- | ---------------------------- | ---------------------------- | ---------------------------- | ---------------------------- | ---------------------------- | ---------------------------- |
| 1                            | Роджер Федерер               | 10550                        | 19                           | 2                            | 1                            | 2                            | ▲ 1                          |
| 2                            | Рафаэль Надаль               | 9205                         | 19                           | 1                            | 1                            | 3                            | ▼ 1                          |
| 3                            | Новак Джокович               | 8310                         | 23                           | 3                            | 3                            | 4                            | ▬ =                          |
| 4                            | Энди Маррей                  | 7030                         | 19                           | 4                            | 2                            | 4                            | ▬ =                          |
| 5                            | Хуан Мартин дель Потро       | 6785                         | 22                           | 9                            | 5                            | 9                            | ▲ 4                          |
| 6                            | Николай Давыденко            | 4930                         | 26                           | 5                            | 5                            | 12                           | ▼ 1                          |
| 7                            | Энди Роддик                  | 4410                         | 20                           | 8                            | 5                            | 9                            | ▲ 1                          |
| 8                            | Робин Сёдерлинг              | 3410                         | 27                           | 17                           | 8                            | 27                           | ▲ 9                          |
| 9                            | Фернандо Вердаско            | 3300                         | 24                           | 16                           | 7                            | 15                           | ▲ 7                          |
| 10                           | Жо-Вильфрид Тсонга           | 2875                         | 26                           | 6                            | 6                            | 14                           | ▼ 4                          |
| 11                           | Фернандо Гонсалес            | 2870                         | 18                           | 15                           | 10                           | 18                           | ▲ 4                          |
| 12                           | Радек Штепанек               | 2625                         | 23                           | 27                           | 12                           | 26                           | ▲ 15                         |
| 13                           | Гаэль Монфис                 | 2610                         | 24                           | 14                           | 9                            | 16                           | ▲ 1                          |
| 14                           | Марин Чилич                  | 2430                         | 23                           | 23                           | 13                           | 27                           | ▲ 9                          |
| 15                           | Жиль Симон                   | 2275                         | 27                           | 7                            | 6                            | 15                           | ▼ 8                          |
| 16                           | Томми Робредо                | 2175                         | 27                           | 21                           | 14                           | 22                           | ▲ 5                          |
| 17                           | Давид Феррер                 | 1870                         | 26                           | 12                           | 12                           | 23                           | ▼ 5                          |
| 18                           | Томми Хаас                   | 1855                         | 19                           | 82                           | 17                           | 87                           | ▲ 64                         |
| 19                           | Михаил Южный                 | 1690                         | 31                           | 32                           | 19                           | 76                           | ▲ 13                         |
| 20                           | Томаш Бердых                 | 1655                         | 28                           | 20                           | 16                           | 28                           | ▬ =                          |

КТ — количество турниров в сезоне.

### Парный рейтинг

#### Игроки
| по данным на 28 декабря 2009 | по данным на 28 декабря 2009 | по данным на 28 декабря 2009 | по данным на 28 декабря 2009 | по данным на 28 декабря 2009 | по данным на 28 декабря 2009 | по данным на 28 декабря 2009 | по данным на 28 декабря 2009 |
| #                            | Теннисист                    | Очки                         | КТ                           | Рейтинг-08                   | Лучший рейтинг               | Худший рейтинг               | Разница                      |
| ---------------------------- | ---------------------------- | ---------------------------- | ---------------------------- | ---------------------------- | ---------------------------- | ---------------------------- | ---------------------------- |
| 1                            | Боб Брайан                   | 10480                        | 25                           | 3T                           | 1T                           | 3T                           | ▲ 2                          |
| =                            | Майк Брайан                  | 10480                        | 25                           | 3T                           | 1T                           | 3T                           | ▲ 2                          |
| 3                            | Даниэль Нестор               | 10410                        | 25                           | 2                            | 1                            | 4                            | ▼ 1                          |
| =                            | Ненад Зимонич                | 10410                        | 27                           | 1                            | 1                            | 4                            | ▼ 2                          |
| 5                            | Марк Ноулз                   | 6880                         | 23                           | 7                            | 5                            | 9                            | ▲ 2                          |
| 6                            | Лукаш Длоуги                 | 6460                         | 25                           | 13                           | 5                            | 12                           | ▲ 7                          |
| 7                            | Махеш Бхупати                | 6260                         | 21                           | 6                            | 5                            | 11                           | ▼ 1                          |
| 8                            | Леандер Паес                 | 5890                         | 17                           | 10                           | 5                            | 10                           | ▲ 2                          |
| 9                            | Энди Рам                     | 4950                         | 26                           | 5                            | 5                            | 13                           | ▼ 4                          |
| 10                           | Уэсли Муди                   | 4550                         | 28                           | 14                           | 8                            | 30                           | ▲ 4                          |
| 11                           | Максим Мирный                | 4350                         | 18                           | 32                           | 11                           | 51                           | ▲ 21                         |
| 12                           | Лукаш Кубот                  | 3880                         | 24                           | 72                           | 11                           | 69                           | ▲ 60                         |
| 13                           | Оливер Марах                 | 3790                         | 30                           | 69                           | 12                           | 72                           | ▲ 56                         |
| 14                           | Михал Мертиньяк              | 3740                         | 34                           | 28                           | 14                           | 41                           | ▲ 24                         |
| 15                           | Дик Норман                   | 3666                         | 22                           | 103                          | 11                           | 101                          | ▲ 88                         |
| 16                           | Франтишек Чермак             | 3590                         | 35                           | 34                           | 16                           | 35                           | ▲ 18                         |
| 17                           | Марцин Матковски             | 3490                         | 29                           | 15T                          | 11                           | 17                           | ▼ 2                          |
| 18                           | Мариуш Фирстенберг           | 3400                         | 28                           | 15T                          | 11T                          | 18                           | ▼ 3                          |
| 19                           | Марди Фиш                    | 3275                         | 12                           | 88                           | 14                           | 88                           | ▲ 69                         |
| 20                           | Томми Робредо                | 2905                         | 20                           | 33                           | 16                           | 43                           | ▲ 13                         |

#### Команды
| 1  | Боб Брайан Майк Брайан              | 10800 | 25 | 2   | ▲ 1     |
| 2  | Даниэль Нестор Ненад Зимонич        | 10710 | 25 | 1   | ▼ 1     |
| 3  | Махеш Бхупати Марк Ноулз            | 6350  | 20 | 3   | ▬ =     |
| 4  | Лукаш Длоуги Леандер Паес           | 5740  | 16 | 8   | ▲ 4     |
| 5  | Максим Мирный Энди Рам              | 4350  | 16 | 56T | ▲ 51    |
| 6  | Франтишек Чермак Михал Мертиньяк    | 3980  | 33 | —   | ▲ дебют |
| 7  | Лукаш Кубот Оливер Марах            | 3970  | 23 | —   | ▲ дебют |
| 8  | Мариуш Фирстенберг Марцин Матковски | 3535  | 27 | 7   | ▼ 1     |
| 9  | Уэсли Муди Дик Норман               | 3295  | 13 | —   | ▲ дебют |
| 10 | Бруно Соарес Кевин Улльетт          | 2560  | 25 | 52  | ▲ 42    |

## Лидеры тура по призовым
На 28 декабря 2009
| #   | Теннисист              | Одиночные призовые | Парные призовые | Общие призовые |
| --- | ---------------------- | ------------------ | --------------- | -------------- |
| 1.  | Роджер Федерер         | $8,761,805         | $6,305          | $8,768,110     |
| 2.  | Рафаэль Надаль         | $6,414,604         | $51,911         | $6,466,515     |
| 3.  | Новак Джокович         | $5,438,063         | $38,408         | $5,476,471     |
| 4.  | Хуан Мартин дель Потро | $4,712,743         | $40,344         | $4,753,087     |
| 5.  | Энди Маррей            | $4,397,231         | $23,826         | $4,421,057     |
| 6.  | Николай Давыденко      | $3,636,773         | $22,387         | $3,659,160     |
| 7.  | Энди Роддик            | $2,333,357         | $145,362        | $2,478,719     |
| 8.  | Робин Сёдерлинг        | $2,294,548         | $19,237         | $2,313,785     |
| 9.  | Фернандо Вердаско      | $1,863,864         | $52,766         | $1,916,630     |
| 10. | Жо-Вильфрид Тсонга     | $1,633,191         | $185,361        | $1,818,552     |